# El Tablero (Santa Cruz de Tenerife)
El Tablero es una entidad de población del municipio de Santa Cruz de Tenerife, en la isla de Tenerife —Canarias, España—. 
Se encuadra administrativamente dentro del distrito Suroeste, siendo su barrio más extenso.

## Toponimia
Su nombre es puramente toponímico, haciendo alusión el término 'tablero' en el léxico canario a una extensa superficie rocosa plana.

## Características
El barrio queda delimitado al norte por una línea que enlaza desde el cruce del Camino del Convento con el Camino de Porcuna hasta la calle de Talavera; al este por las calles de Talavera, Camino del Candil y calle de Toledo; al sur por el cauce del barranco de Jagua; y al oeste por el Camino del Convento.
El Tablero se encuentra a 12,8 kilómetros del centro de la ciudad, a una altitud media de 438 m s. n. m. El barrio abarca una extensión de 2,45 km².
El barrio puede dividirse en los núcleos diferenciados de Cuatro Caminos, El Centenillo, Era Tosca, Llanos del Tablero y Montaña Torromote.
Posee el centro de enseñanza CEIP El Tablero, varias plazas públicas, un parque infantil, instalaciones deportivas, una farmacia, una iglesia dedicada a San José, el Centro Cultural Tamaragua, así como bares y otros comercios. Aquí se encuentran también varios hogares de la organización Aldea Infantil SOS Tenerife.
En El Tablero se encuentran cuatro yacimientos arqueológicos de la cultura guanche en forma de cuevas naturales de habitación y funerarias, y estaciones de grabados rupestres. Todos se encuentran protegidos, habiendo sido declarados en 1999 Bienes de Interés Cultural sobre la base de la Ley de Patrimonio Histórico de Canarias.

## Demografía
| Año        | 2000  | 2001  | 2002  | 2003  | 2004  | 2005  | 2006  | 2007  | 2008  | 2009  | 2010  | 2011  | 2012  | 2013  | 2014  | 2015  | 2016  |
| ---------- | ----- | ----- | ----- | ----- | ----- | ----- | ----- | ----- | ----- | ----- | ----- | ----- | ----- | ----- | ----- | ----- | ----- |
| Habitantes | 1 925 | 1 949 | 1 966 | 1 996 | 2 018 | 2 046 | 2 038 | 2 004 | 1 982 | 2 019 | 2 043 | 2 052 | 1 935 | 1 963 | 1 975 | 1 942 | 1 939 |

## Historia
El Tablero surgió como caserío del municipio de El Rosario, hasta que en 1972 pasó a ser un barrio de Santa Cruz de Tenerife al haber sido cedido, junto a otros territorios del municipio rosariero, a la capital para su expansión.

## Fiestas
El Tablero celebra sus fiestas patronales en el mes de octubre.
Otra celebración que ha tomado importancia en el barrio es el Festival Rural de Creación «Las eras de El Tablero», que en 2013 celebró su cuarta edición y que cuenta con actividades como visitas guiadas por el barrio, actuaciones teatrales y musicales en diferentes eras, proyección de cortometrajes, elaboración de comidas típicas, batucada o exhibición de deportes vernáculos.

## Comunicaciones
Se accede al barrio a través de la Carretera del Tablero TF-28.

### Transporte público
En guagua queda conectado mediante las siguientes líneas de TITSA: 
| Línea | Trayecto                                                   | Recorrido     |
| ----- | ---------------------------------------------------------- | ------------- |
| 933   | Taco - Barranco Grande - Cruce Sta. María - El Tablero     | Horario/Línea |
| 944   | El Tablero - La Gallega - Avda. Hespérides - Tíncer - Taco | Horario/Línea |